# Bertus Zuurbier
Hubertus (Bertus) Zuurbier (Heerhugowaard, 22 mei 1880 – Amsterdam, 16 september 1962) was colporteur van De Vrije Socialist en gemeenteraadslid van 1921 tot 1923 voor de Rapaljepartij in Amsterdam.
Zuurbier was het negende van de dertien kinderen uit het huwelijk tussen Cornelis Zuurbier en Aaltje Schouten. Hij kwam op tienjarige leeftijd met zijn ouders in Amsterdam wonen. Eerst verdiende hij de kost als flessenspoeler in een apotheek, later werd hij politiek colporteur. Al jong brak hij radicaal met elke vorm van geloof en kerk en werd hij een fervent aanhanger van het anarchisme. Het militarisme, sterke drank, de kerk en de SDAP ging hij zien als zijn aartsvijanden. Hij liet de apothekersflessen voor wat zij waren en trok elke dag opnieuw Amsterdam in met zijn lijfblad, De Vrije Socialist, waarvan Ferdinand Domela Nieuwenhuis de redacteur was. Met veel tamtam bood hij op drukke punten zijn krant te koop aan, meestal op het Nassauplein en de Nieuwendijk.
In 1921 werd hij met glans gekozen in de Amsterdamse gemeenteraad als vertegenwoordiger van de Rapaljepartij. Hij verzuimde twee jaar lang geen enkele raadszitting, naar verluidt niet uit plichtsbesef, maar omdat hij zo tuk was op het presentiegeld, zonder er evenwel zijn mond voor open te doen. Zijn koppige zwijgzaamheid verklaarde hij middels de zin: "Voor vijf gulden (het toenmalige presentiegeld voor raadsleden) kan je niet verlangen dat ik een redevoering hou.". Een van de zeldzame keren dat hij wel het woord nam, was tijdens het debat over de voorgestelde verlaging van het presentiegeld. Een andere keer toen de gemeenteraad met het probleem zat, dat een aantal woningen aan de Amstelveenseweg niet opgeleverd konden worden omdat de bouwvakkers langdurig staakten. Zuurbier stelde voor om de gevangenen, die daar vlakbij in het huis van bewaring vertoefden, de woningen te laten afbouwen. De gemeenteraad ging niet in op dit plan. Toch blijkt uit de vastgelegde Amsterdamse raadsverslagen uit die tijd dat Zuurbier regelmatig het woord heeft gevoerd. Zijn inbreng werd door de pers echter stelselmatig doodgezwegen.
Buiten de gemeenteraad praatte hij aan één stuk door. Op het Amstelveld en op de Haarlemmerdijk stak hij de ene politieke redevoering na de andere af. Voor de meeste bewoners van de oude binnenstad was hij een getapt figuur van wie de redevoeringen rijkelijk waren doorspekt met typische Amsterdamse gein en woordspelingen. Waar Zuurbier was, ontstond steevast een opstootje of relletje en dus verscheen hij regelmatig voor de politierechter wegens opruiing, weerspannigheid jegens het wettig gezag of verstoring van de openbare orde, waarbij hij geregeld tot één of twee dagen celstraf werd veroordeeld. Gemakshalve liet men zijn straf oplopen tot het de moeite waard was en dan verdween hij een dag of veertien achter de tralies.
Zijn hele leven bleef hij vrijgezel en woonde hij in de Spaarndammerbuurt. Tot kort voor zijn dood was de lange, magere, fanatieke man met zijn forse knevel, zijn lange grijze haren en zijn zwarte flambard, steevast gekleed in een donkerblauw kostuum, dito regenjas en bruine schoenen voor vele Amsterdammers een legendarisch figuur. Zuurbier stierf op 82-jarige leeftijd te Amsterdam.